# Homenmen Beirut
Homenmen Beirut ist ein Fußballverein aus Beirut im Libanon. Der Verein spielt aktuell in der dritten libanesischen Liga. 1921 wurde er gegründet und zählt zu den ältesten Vereinen des Landes. Die große Zeit des viermaligen Meisters liegt bereits mehr als 50 Jahre zurück. 1961 gewann der Verein den letzten Titel. Zusammen mit Homenetmen Beirut stieg man 2003/04 aus der ersten Liga ab.
Homenmen sieht sich als Vertreter der armenischen Diaspora im Libanon.

## Trainer
- Eduard Artjomowitsch Markarow (1996–1999)

## Vereinserfolge

### National
- Libanesische Premier League

Meister: 1944/45, 1953/54, 1956/57, 1960/61
- Libanesischer FA Cup

Finalist: 1993, 1994, 1998, 1999